# Achaea macronephra
Achaea macronephra is een vlinder van de familie van de spinneruilen (Erebidae). De wetenschappelijke naam van deze soort is voor het eerst voorgesteld als Ophisma macronephra door Emilio Berio in een publicatie uit 1956.
De soort komt voor in Congo-Kinshasa en Oeganda.